# دبیرستان (فیلم ۱۳۶۵)
دبیرستان (فیلم) فیلمی به کارگردانی اکبر صادقی و نویسندگی حسین صفاری ساختهٔ سال ۱۳۶۵ است.

## خلاصه داستان
علی ناصری، دبیر زیست‌شناسی، که به تازگی ترک اعتیاد کرده، پس از سه سال به زادگاهش بازمی‌گردد و به دلیل سابقة خوب پدرش به کار بازگردانده می‌شود و کار در  دبیرستان را شروع می کند. در  دبیرستان توجه وی به دانش آموزی به نام مسعود جلب می شود که عامل پخش مواد مخدر در مدرسه است و......

## بازیگران
- بیژن امکانیان
- افسانه بایگان
- صادق هاتفی
- آزیتا لاچینی
- حمید طالقانی
- سعید میرباقری
- محمد صراف
- محمدرضا اسماعیلی
- رضا ذوالفقاری
- بهنام جمشیدی
- محمد باطنی
- ابراهیم نورپور
- حسن مختارپور
- علی بوشهری
- کامبیز گل براری
- غلامرضا خرسندی
- سعید طالقانی
- مجتبی احمدی
- حسین صالحی
- مسعود اسدی
- حمیدرضا رضایی
- عادل امیرخانلو
- مظلوم حق‌پرست
- محمدرضا رجایی
- ناصر گلبادی
- رخک
- اقبالپور
- جعفر کمالی
- کیانوش رفیعی
- حسن بریخی
- ایوب پلنگ فتحی
- رضا تقوی
- مهران بهبودی
- احمد احسانی
- رضا متولی